# Rodnovjerje
Slavensko rodnovjerje ili rodna vjera definira oblik življenja stare slavenske vjere, s punom sviješću za ovdje i sada, za moderno doba (za razliku od starovjerja); odnosno, to je stalno razvijajući, evoluirajući oblik vjerovanja i duhovno-magijskih praksi koji se mogu mijenjati i prilagođavati potrebama modernog čovjeka, a koji se "nakon dugog vremena prisilne otuđenosti od prirode i indoktriniranog straha pred njom, vraća na svoje izvore", sa svjesnim odabirom i osobnim razlozima za takvu praksu, kao duhovno-magijskom konceptu koji crpi svoje izvore iz pretkršćanskih oblika vjerovanja slavenskoga duhovnog svijeta, no nije tek folklorni pokušaj rekonstrukcije ondašnjih vjerovanja i praksi, već oblik življenja koji slijedi prilagođene temelje stare slavenske vjere, s punom sviješću za moderno doba.
To je sustav koji se razvija i prilagođava potrebama modernog čovjeka kao koncept vjerovanja i duhovno-magijskih praksi, predodžbi i obrazaca usmjeren na štovanje kulta predaka i izvornih slavenskih božanstava koja personificiraju i antropomorfiziraju stvaralačke i uništavalačke energije prirode prema slavenskim kulturnim tradicijama. Rodnovjerne skupine to čine svjesnim odabirom i osobnim razlozima za takvu praksu i u 21. stoljeću šire i učvršćuju svoja djelovanja na različitim poljima, od čistih duhovno-magijskih praksi, pa sve do glazbe, književnosti, primijenjene umjetnosti i drugih oblika društvenog stvaranja i prezentiranja.

### Pojam
Rodnovjerje kao pojam dolazi iz sintagme rodna vjera koja je otprilike jednaka u čitavom slavenskom svijetu, a sami pojmovi dolaze iz ruskih izraza koji imaju ista značenja kao i u hrvatskom jeziku – pодноверие. Također je sličan izraz i u drugim slavenskim jezicima – родноверје u srpskom jeziku, pідновірство u ukrajinskom, pоднавераваннe u bjeloruskom, rodzimowierstwo u poljskom, rodnověří u češkom i rodnoverie u slovačkom jeziku. Naziv rodna vjera može se naći već početkom 20. stoljeća, primjerice u nazivu ukrajinske rodnovjerne organizacije "Rodna vjera" (ukr. Рідна віра) osnovane 1934. godine, dok naziv rodnovjerje nastaje krajem osamdesetih godina 20. stoljeća. Rodnovjerje je ustvari naziv za etničku religiju općenito. U grčkom jeziku pojmu rodnoverje odgovara izraz etnikos (grč. ἐθνικός), a u ruskom jeziku koristi se i pojam rus. язычество, koji potječe od crkvenoslavenskog pojma ıảzы́kъ (narod, pleme, rod) i u djelima kršćanskih autora označava vjeru mnogobožačkih religija. U engleskom jeziku pojmu rodnovjerje odgovaraju izrazi ethnic religion i native faith, što je i izravni prijevod pojma rodnovjerje. Organizacije etničkih religija iz više europskih zemalja su 1998. godine osnovale međunarodno tijelo – Europski kongres etničkih religija (engl European Congress of Ethnic Religions).

### Pravci u okviru slavenskog rodnovjerja
Zbog nepostajanja preciznih definicija i nedostatka sporazumne jednoglasne odluke oko standardizirane upotrebe naziva u teoriji vjere, kako u stručnoj zajednici, tako i među slavenskim rodnovjernim župama, teško je napraviti jasnu i definitivnu podjelu u okviru slavenskog rodnovjerja (Jedan od glavnih uzroka nepostojanja ustanovljene i opće prihvaćene terminologije su nedostatak antropoloških istraživanja zajednice slavenskog rodnovjerja i nedostatak objektivnosti i nepristranosti u dijelu znanstvene zajednice.).
Prema A. B. Gurku u slavenskom rodnovjerju postoje dvije osnovne grane: tradicionalno rodnovjerje i neopoganske, eklektičke vjeroispovijesti slavenskog rodnovjerja. Ove dvije grane u gruboj aproksimaciji predstavljaju rodnovjerje ruralne populacije (koja je zadržala slavenske obrede, običaje i praznike sa sela) i rodnovjerje u urbanim sredinama (koje se u pojedinim slučajevima pored narodne predaje oslanja i na autorske tekstove novijeg vijeka).
- tradicionalno slavensko rodnovjerje - najveći broj župi, udruga i organizacija slavenskog rodnovjerja spada upravo u ovu grupu
  - pravoslavno rodnovjerje - pojedini slavenski rodnovjerni sebe nazivaju pravoslavnima. Ovaj naziv potječe iz tumačenja smatrajući da je pravoslavno kršćanstvo nastalo iz dvovjerja, razdoblja kada su rodnovjerje i kršćanstvo paralelno djelovali u slavenskim zemljama. Sam izraz je nastao na osnovu mita o tri svijeta (Javu, Pravu i Navu). Drugo objašnjenje je da se pravoslavlje odnosi na slavljenje pravde u drevnoj Rusiji.[10] Dvije najveće organizacije rodnovjernih koji sebe nazivaju pravoslavnima su Slavenska rodnovjerna župa Vladivostoka „Štit Simargla“ u Rusiji i „Rodovo ognjište Rodne pravoslavne vjere“ u Ukrajini.
- neopoganski pravci i organizacije rodnovjernih - pravci zasnovani na kombiniranju predaje slavenskih naroda s autorskim tekstovima novijeg datuma
  - slavenski vedizam  - neopravac u slavenskom rodnovjerju, koji u rodnovjerje upliće elemente modernog hinduizma i vedizma.[11] Ovaj pravac se uglavnom zasniva na djelima Aleksandra Asova.[12][13]
  - ukrajinske, neopoganske verzije slavenskog rodnovjerja: RUNvira (ukrajinska, monoteistička, neopoganska verzija slavenskog rodnovjerja zasnovana na radovima Lava Silenka), Ladovera, Jagnovera
  - novodrevno vedomstvo - slovačka, neopoganska verzija slavenskog rodnovjerja
  - Rodna crkva Poljske - poljska, neopoganska verzija slavenskog rodnovjerja

### Vjerovanja, obredi i praznici slavenskog rodnovjerja
Vjerovanja (tradicionalnih) slavenskih rodnovjeraca zasniva se na štovanju prirodnih sila, ponekad antropomorfiziranih u likovima patronskih božanstava, kao i na kultovima predaka.
Podjela Slavena na četiri velike skupine: polapske, istočne, zapadne i južne, uslovila je postojanje određenih razlika u panteonima, običajima, kao i nazivima božanstava.
Značajan udio u slavenskom rodnovjerju čini kult predaka i kult vegetacije, kao i kultovi mitoloških bića vezanih za određena mjesta ili pojave. U svete životinje koje uživaju posebno poštovanje spadaju orao i sokol, vuk i zmija.
Tijekom obreda je česta upotreba „žive vatre“ (vatra dobivena drevnim načinima - trenjem dva komada drveta ili pomoću kremena) i rituala vezanih za kult vatre (kao što je preskakanje plamena) i upotreba vode (bacanje vijenaca cvijeća u vodu, ritualno kupanje i sl.). Vatra i voda se koriste u cilju obrednog pročišćenja. O svetkovinama kao što su Jurjevo, prave se vijenci od bilja, posebno ljekovitog, pri čemu svaka biljka u vijencu ima svoju simboliku. U obredima sudjeluje čitava zajednica. Svetkovine se održavaju u kapištima ili češće na otvorenom, oko kumira slavenskih božanstava.
Glavni praznici slavenskog rodnovjerja vezani su za prividno kretanje Sunca tijekom godine (zimska kratkodnevica, ljetna dugodnevica i proljetna i jesenja ravnodnevica).

### Rasprostranjenost slavenskog rodnovjerja i novija povijest
Grupe rodnovjernih postoje u svim slavenskim zemljama, kao i u zemljama s brojnim slavenskim iseljeništvom ili značajnijim postotkom slavenskog stanovništva kao što su SAD, Kanada, Kazahstan, Estonija, Litva. U većini ovih zemalja postoje registrirane udruge, organizacije i župe slavenskog rodnovjerja, a u pojedinim zemljama (Rusija, Ukrajina, Poljska) slavensko rodnovjerje je državno priznata religija. Ni u jednoj od zemalja u kojoj postoje slavenske rodnovjerne župe, udruge ili organizacije broj slavenskih rodnovjernih ne prelazi 1‰ populacije.

#### Rusija
Iako je rusko plemstvo prihvatilo kršćanstvo još krajem 10. stoljeća, obredi slavenske vjere su se nastavili prakticirati među Rusima, a pojedini sakralni objekti slavenske vjere su ostali u funkciji s originalnom namjenom sve do početka 20. stoljeća. U ruskoj narodnoj predaji su ostali sačuvani mitovi i obredi slavenske vjere.
Slavenska mitologija nadahnjuje Aleksandra Puškina da 1820. godine objavi poemu „Ruslan i Ludmila“.Puškin je ovu poemu napisao na osnovu ruskih narodnih bajki koje mu je u djetinjstvu pričala baka. Poema je zanimljiva i s lingvističke strane jer je Puškin upotrebljavao arhaične verzije za imena, koja su bila odomaćena u narodu, ali ne i u ruskom jeziku građanstva na prijelazu iz 18. u 19. stoljeće. Romantizam u Rusiji doprinosi težnji za nacionalnim preporodom u krugovima inteligencije, što brojne umjetnike i znanstvenike navodi da u narodnoj predaji i kulturi ruskog naroda potraže ideje za svoje radove.
U prvom dijelu 19. stoljeća, ozbiljniji pristup ruskoj redakciji slavenske vjere nalazimo u radovima I. P. Saharova.
Polovinom 19. stoljeća, ponajviše zahvaljujući radovima A. N. Afanasjeva,(Aleksandar Afanasjev je poznat i po tome što je sakupio najveću zbirku narodnih priča i bajki (preko 600), koja po obujmu prelazi bilo koje djelo slične vrste u povijesti.) dolazi do popularizacije slavenske mitologije u Rusiji. Pod utjecajem radova Afanasjeva, istaknuti ruski pisci i kompozitori kao što su Nikolaj Rimski-Korsakov i Igor Stravinski stvaraju neka od svojih najpoznatijih djela. Među ruskim stvarateljima koji obrađuju teme slavenske mitologije se nalaze i Petar Čajkovski, Nikolaj Gogolj, Sergej Aksakov, Nikolaj Rerih i mnogi drugi. Paralelno s afanasjevim i drugi istaknuti članovi ruske intelektualne elite izdaju radove o slavenskoj vjeri, ilustrirane djelima poznatih ruskih slikara kao što su Andrej Rjabuškin i Viktor Vasnecov.
I početkom 20. stoljeća izlazi više radova koji se bave slavenskom vjerom i njenim utjecajem na rusku povijest i kulturu. O utjecaju koji je slavenska vjera imala na rusko stvaralaštvo na početku XX stoljeća, „srebrno doba“ ruske književnosti, najbolje svjedoče riječi Vjačeslava Ivanova iz 1908. godine: „Oživljeni interes za mit je jedna od najznačajnih crta naše nove poezije.“.
Nakon Oktobarske revolucije 1917. godine društveno-politička situacija prekida dotadašnji rad na popularizaciji slavenske vjere,  onemogućavajući ozbiljan znanstveni rad i registraciju rodnovjernih udruga.„... ne pišem ništa, potpuno sam slomljen i rastgrnut na komade, proklinjem sav život u suvremenom arhinasilničkom režimu.“, Apolon Korinfiski u pismu Spiridonu Drožinu, 1921. godine. Korinfiski će biti uhićen 1928. godine i zajedno s ostalim članovima književnog kruga u kojem se kretao osuđen za antisovjetsku djelatnost.
Od početka tridesetih do kraja pedesetih godina 20. stoljeća podržava se upotreba simbola slavenske etničke religije u umjetničkim djelima širom SSSR-a, kao način suprotstavljanja propagandi koja je bila usmjerena protiv ustrojstva SSSR-a i kulture ruskog naroda.
Razdoblje od kraja Drugog svjetskog rata do devedesetih godina 20. stoljeća u području znanstvenih radova o slavenskoj vjeri obilježila su djela Borisa Ribakova, koja su zajedno s djelima autora kao što su Apolon Kuzmin, Oleg Trubačev, V.V. Sedov, i N.I. Tolstoj, dovela do popularizacije slavenske vjere u Rusiji.(Ugled koji navedeni autori uživaju među slavenskim rodnovjernim udrugama u Rusiji ilustriraju slučajevi održavanja trizni u Moskvi u čast Ribakova i Kuzmina.)
Nakon Drugog svjetskog rata prve vjerske rodnovjerne župe na području RSFSR se javljaju krajem osamdesetih godina. U tadašnjem Lenjingradu, 1986. godine se formira „Društvo volhva“, koje u proljeće 1990. godine postaje „Savez Veneda“. 
Prva rodnovjerna udruga nastaje 1988. godine, u selu Popovka u Moskovskoj oblasti. Početkom devedesetih nastaje komuna u Kirovskoj oblasti RSFSR. Od tada, do danas širom Rusije se osnivaju rodnovjerne župe. Iz interesa za slavensku vjeru i kulturu nastaju društva koja oživljavaju stare slavenske obrede i običaje - obredno-etnografski ansambl „Lado“ se osniva 1988. godine.
Kao datum prvog službenog priznavanja slavenskog rodnovjerja na području Rusije, nakon kraja 10.stoljeća, uzima se 14. veljače 1994. godine, kada je registrirana moskovska slavenska rodnovjerna župa koja je neslužbeno postojala još od sredine osamdesetih.
Prva javna proslava praznika Kupala u Rusiji nakon više stoljeća je održano 25. srpnja 1994. godine na rijeci Vorji.
Tijekom devedesetih i prvih godina 21. stoljeća dolazi do udruživanja slavenskih rodnovjernih župi i organizacija u krovni savez.
Krovna organizacija koja pokriva najveći dio područja Rusije je „Savez slavenskih župa slavenske rodne vjere“, koji je osnovan 1997. godine udruživanjem slavenskih rodnovjernih župa iz Moskve, Kaluge i Obninska. Za vođu saveza je 19. srpnja iste godine izabran Vadim Stanislavovič Kazakov, vođa slavenske rodnovjerne župe Kaluge, koji na toj funkciji ostaje do 2011. godine, kada je preuzima Maksim Belojar Ionov. U okviru „Saveza slavenskih župa slavenske rodne vjere“ djeluju sljedeće slavenske rodnovjerne župe:
- anapska slavenska župa
- balašovska slavenska župa
- brjanska slavenska župa „Svijet Svaroga“
- kaluška slavenska župa
- klajpedska slavenska župa „Savez Ljutića“
- krasnodarska gradska rodnovjerna župa „Slovenski iskon“
- kubinska slavenska župa
- kurganska slavenska župa „Lada“
- magnitogorska slavenska župa
- moskovska župa rodnovjernih
- moskovska slavenska župa „Krug Vjatića“
- novokuznjecka slavenska župa
- novorosijska slavenska župa
- čeljabinska slavenska župa
- orelska slavenska župa
- rostovska slavenska župa
- slavenska župa „Sventovid“ (Slavjansk na Kubanu)
- smolenska slavenska župa „Jutro Svaroga“
- stavropoljska slavenska župa „Slavensko nasljeđe“
- tambovska slavenska župa „Živa“
- čerepovecka slavenska župa „Gromnica“

„Velesov krug“ je savez koji je nastao 1999. godine udruživanjem više slavenskih rodnovjernih župa. Rodnovjerne župe koje trenutno čine „Velesov krug“ su:
- obninska slavenska rodnovjerna župa „Triglav“, osnovana 1993. godine[53]
- ruskoslavenska rodnovjerna župa „Rodoljublje”, osnovana u Moskvi 24. veljače 1998. godine
- kostromska rodnovjerna župa „Kolo”, osnovana 1999. godine
- rjazanjska rodnovjerna župa „Trojesvet”, osnovana 2000. godine
- slavenska župa permske pokrajine „Svarožići”, osnovana 2001. godine
- slavenska župa Donbasa i Priazovlja „Divlje polje”,(Divlje polje je područje oko Crnog mora i rijeke Azov, koje se naziva i Nova Rusija, Slobodna Ukrajina, a najpoznatije je kao Zaporožje - domovina zaporoških kozaka) osnovana 21. rujna 2008. godine
- minska župa rodnovjernih „Kolo Svaroga”, osnovana 2009. godine
- samarska rodoslavna vedska župa „Bojarga”, osnovana 2009. godine
- župa „Rodovići” grada Komsomolska na Amuru

„Krug rodnovjerne tradicije“ je savez nastao 2000. godine, kada je više rodnovjernih udruga potpisalo prvi službeni dokument ovog saveza Kolomenski sporazum, kojim se uređuju odnosi unutar i izvan saveza i postavljaju osnove vijeća saveza. Za datum službenog nastanka saveza se uzima 17. ožujka 2002. godine, kada su u Moskvi, u kapištu u čertanovskom parku lideri petnaest rodnovjernih udruga i župa potpisali Bitcevski sporazum o osnivanju „Ujedinjenog žrečko-volhskog savjeta Kruga rodnovjerne tradicije“. „Krugu rodnovjerne tradicije“ kasnije pristupaju i rodnovjerne udruge iz drugih zemalja (Ukrajina, Norveška, Danska), koja slijede etničke vjere ne samo slavenskih, već i drugih naroda. Djelatnost „Kruga rodnovjerne tradicije“ je zasnovana na „Manifestu rodnovjerne tradicije“.
Članice „Kruga rodnovjerne tradicije“ su sljedeće udruge:
- rodnovjerna župa „Koledo Vjatića“, koja djeluje u Moskvi i Troicku,
- rodnovjerni „Krug Bera“, koji djeluje u Moskvi, Rjeutovu i Odincovu,
- podoljska rodnovjerna župa „Četiri jabuke“,
- dolgoprudnjenska slavenska rodnovjerna župa „Vjatići“,
- kaljiningradska rodnovjerna župa „Oćtina Skolota“, osnovana 3. prosinca 2002. godine
- slavenska rodnovjerna župa „Unuci Dažboga“, koja djeluje u Vladimiru,
- ruska rodnovjerna župa „Jarilo“, koja djeluje u Habarovsku i Birobidžanu,
- obninska rodnovjerna župa „Velesova staza“,
- serpuhovska rodnovjerna župa „Finist“,
- ženska rodnovjerna župa „Zvečka“, koja djeluje u Moskvi,
- župa „Dom Svaroga“, koja djeluje u Moskvi, Petrogradu i Rostoku,
- tradicionalna župa „Klan vuka“, koja djeluje u Kislovodsku
- nastavno-stvaralački centar „Volhovarn“ iz Odese u Ukrajini.

Članice „Kruga rodnovjerne tradicije“ su i udruge neslavenskih etničkih religija: 
- „Gardakoven“ - grupa koja okuplja rodnovjerne različitih etničkih religija (nordijske, keltske, slavenske i dr.) i djeluje u Moskvi i Koroljevu,
- liga „Oslobođenje razuma“ - religiozna grupa helenizmosa, koja djeluje u Volgogradu.

Osim navedenih krovnih organizacija, rodnovjerni su grupirani i u Savez slavenskih župa „Sjeverni savez“, Sveruski religiozni savez „Ruska narodna vjera“, „Očuvanje Slavena“, „Moskovsku slavensku rodnovjernu župu“, slavensku rodnovjernu župu Vladivostoka „Štit Simargla“, župu grada Balašova „Nasljeđe predaka“, jekaterinburšku župu starovjeraca „Svarožić“, kursko-sjeversku slavensku župu, udruženje prirodne vjere „Slavija“, kemerovsku slavensku rodnovjernu župu i dr.
U gradu Tomsku 4. listopada 2007. godine otvoren je prvi Muzej slavenske mitologije.
Širom Rusije je, od osamdesetih godina dvadesetog stoljeća do danas, podignuto više kapišta u kojima su postavljeni kumiri slavenskih božanstava.
Prema podacima Federalne registracijske službe od prosinca 2006. godine, na području Ruske Federacije je službeno registrirano osam rodnovjernih vjerskih zajednica.

#### Bjelorusija
Zbog specifičnih povijesnih prilika u oblasti Polesju (Polesje je tijekom srednjeg vijeka i renesanse bilo u sastavu Velike kneževine Litve, na čijem je području isticanje rodnovjerja, kao i drugih vjeroispovijesti, bilo dozvoljeno tijekom Srednjeg vijeka i kasnije. Ova oblast je bila pošteđena i mongolske najezde tijekom 13. stoljeća) na području Republike Bjelorusije slavensko se je rodnovjerje nastavilo prakticirati među narodom i nakon pokrštavanja drugih područja koja čine teritorij današnje Bjelorusije. U ovoj oblasti se nalaze i značajna arheološka nalazišta, na kojima su otkrivena kapišta slavenske vjere, ispitivani krajem 19. stoljeća i tijekom druge polovice 20. stoljeća, koji su uvršteni u kulturno-povijesne spomenike Bjelorusije, a u ruralnim krajevima se još uvijek obilježavaju svetkovine posvećene slavenskim božanstvima.
Nakon raspada SSSR-a, tijekom devedesetih godina 20 stoljeća nastaju vojni, vojno-povijesni i kulturno-povijesni klubovi koji promiču povratak slavenskoj kulturi, tradiciji i vjeri (klubovi „Bjaloveški barjak“, „Radegast“, „Ojra“ iz Minska, „Braslava“ iz Gomelja). Iz njih nastaju organizacije i slavenske rodnovjerne župe. Za razliku od ostalih slavenskih država, u Bjelorusiji postoji više vladinih i socijalnih programa koji rade u korist ponovnog rađanja i vraćanja u društvo tradicionalnih narodnih vrijednosti. Narodni praznici (Kupala, Maslenica, Dožinke) slave se na razini države. Na izučavanju predkršćanske povijesti i tradicije radi veliki broj povjesničara, arheologa, filologa i etnologa pri znanstvenim ustanovama kao što su Katedra za povijest i teoriju kulture Bjeloruskog državnog pedagoškog sveučilišta, Institut etnografije i folklora, Znanstveno-istraživački centar folklora Bjeloruskog državnog sveučilišta i dr., što rezultira velikim brojem objavljenih stručnih radova i izdanja koja obrađuju slavensku vjeru.
U Bjelorusiji rodnovjerne u Kobrinu okuplja slavenska vedska župa „Put Peruna“, čiji je osnivač i vođa Vladimir Sacevič. Vladimir Sacevič je istovremeno i član Rodnovjernog slavenskog vijeća.} „Put Peruna“ ne surađuje samo s drugim rodnovjernim župama, već i s organizacijama drugih vjeroispovesti. Na području Bjelorusije djeluje i rodnovjerna župa Minska „Kolo Svaroga”, koja je član udruge slavenskih rodnovjernih župa „Velesov krug“. U Minsku djeluje i ispostava organizacije „Očuvanje Slavena“.

#### Ukrajina
Kao i kod drugih europskih naroda, s pojavom romantizma krajem 18. i početkom 19. stoljeća dolazi do povećanog interesa intelektualne elite za narodnu predaju. Usprkos represivnom režimu carističke Rusije u okviru koje se nalazio veći dio moderne Ukrajine, ukrajinski pisci, folkloristi i intelektualci su pristupili ideji nacionalnog preporoda s entuzijazmom. Vodeći pisci kroz svoja djela promiču narodne običaje i narodnu predaju. Najpoznatija djela takve vrste su „Šumska pjesma“ Lesje Ukrajinke, „Sjenke zaboravljenih predaka“ Mihaila Kocjubinskog i slavenskom mitologijom nadahnute priče Nikolaja Gogolja. Međutim, ukrajinski jezik je bio zabranjen u višim slojevima društva, a „ukrajinofilski“ pisci i kulturni aktivisti su bili proganjani tijekom većeg dijela 19. stoljeća.
Prva registrirana rodnovjerna udruga u Ukrajini je organizacija „Rodna vjera“, koju je 1934. godine osnovao prof. Vladimir Šajan.
Tijekom Drugog svjetskog rata dolazi do okupacije Ukrajine od strane nacističke Njemačke, te 5. studenog 1943. godine, prof. Vladimir Šajan sudjeluje u osnivanju rodnovjerne paravojne organizacije „Red vitezova boga Sunca“, koja je imala za cilj duhovno i fizičko oslobođenje Ukrajine od nacističke Njemačke i staljinističkog SSSR-a. Organizacija je ubrzo pripojena Organizaciji ukrajinskih nacionalista, u okviru koje djeluje kao jedinica pod nazivom „Perun“. Ukrajinski rodnovjerci su sudjelovali u borbama tijekom Drugog svjetskog rata i u drugim vojskama. Lav Silenko se borio protiv nacista kao vojnik Crvene armije; pada u njemačko zarobljeništvo 1941. godine. Krajem Drugog svjetskog rata, zbog represije staljinističkog režima, veliki broj rodnovjernih Ukrajinaca emigrira na Zapad u SAD i Kanadu.
Jedan od učenika Vladimira Šajana je bio i Lav Silenko, koji nakon razlaza sa Šajanom, početkom šezdesetih godina 20. stoljeća, osniva neopogansku vjersku zajednicu RUNvira 1964. godine u SAD. Prva vjerska zajednica RUNvire je registrirana 3. prosinca 1966. godine u Chicagu, a potom 15. listopada 1971. godine u Atlantic Cityu. Ubrzo slijede registracije u drugim gradovima SAD. Prvi hram u Ukrajini RUNvira osniva tek nakon raspada SSSR-a 1991. godine. RUNvira je u Ukrajini registrirana kao vjerska zajednica 1. svibnja 1992. godine pod rednim brojem 237. Trenutno sjedište RUNvire je u gradu Spring Glen u državi New York. Za razliku od većine drugih rodnovjernih zajednica, RUNvira je zasnovana na monoteističkoj reformi stare vjere u kojoj je uloga vrhovnog boga dodijeljena Dažbogu, a sadrži elemente budizma, zoroastrizma i drugih religija i oslanja se na kontroverzne radove pojedinih povjesničara iz SAD i Izraela.
Nakon Drugog svjetskog rata ima vrlo malo publikacija koje se bave slavenskom vjerom.
U Kijevu su 1975. godine nađeni ostaci kapišta s polovine 10. stoljeća o kojem govori Povijest minulih godina, kao i neki od artefakata koji se spominju u toj i drugim slavenskim kronikama.
Krajem osamdesetih i početkom devedestih godina nastaju udruge zasnovane na tradicionalnom rodnovjerju, kao što je „Veliki oganj“, osnovano u Žitomiru 17. kolovoza 1990. godine. Ubrzo se osnivaju župe ove udruge u Kijevu 1992. godine, u Rivnu i Donjecku 1993. godine. „Veliki oganj“ ima podružnice i u Sofiji i Moskvi. Kijevska slavaeska rodnovjerna župa „Pravoslavlje“ osniva se 1993. godine (i registrirana je 18. lipnja 1997.). Ova će župa postati predak trenutno najveće udruge slavenskih rodnovjernih u Ukrajini - „Ujedinjenje rodnovjernih Ukrajine“ - udruge registrirane 2001. godine, koje je nastalo spajanjem više rodnovjernih župa i udruga. Župa „Rodna ukrajinska vjera“ osnovana je 1994. godine u viničkoj oblasti. Župa je ciljano osnovana baš u Viničkoj oblasti iz povijesnih razloga. Vinička oblast je središte Podoljskog područja u kojem su zbog posebnih povijesnih prilika bolohivski kneževi uspjeli omogućiti slobodno ispovijedanje slavenske vjere sve do 1620. godine. Iz Ternopoljske oblasti Podoljskog područja potječe i nalaz glasovitog zbručkog idola iz 1848. godine. Ukrajinska duhovna akademija rodnovjernih registrirana je 25. rujna 2002. godine. Paralelno s osnivanjem općina tradicionalnog slavenskog rodnovjerja osnovaju se i općine RUNvire u Ukrajini.
Rodnovjerne organizacije i udruge u Ukrajini su podjeljene u dvije grupe:
1) tradicionalne rodnovjerne :
- „Veliki oganj“  — vodi Genadij Nikolajevič Bocenjuk (Knez Ogin); udruga registrirana 7. ožujka 1992. godine i ima 10 župa;
- „Ujedinjenje rodnovjernih Ukrajine“ — vodi Galina Lozko; savez više slavenskih rodnovjernih župa i udruga, registriran 24. svibnja 2001. godine. Ima 26 župa i više udruga:[80]
  - kijevske župe „Pravoslavlje“, „Drvo života“ i „Vojska Perunova“
  - klavidijevska župa „Velesiči“
  - poltavska župa „Pravoslavlje“
  - župa „Glas predaka“ (Kamenjec-Podolski)
  - lavovska župa „Galičani“
  - černivcka župa „Sjaj“
  - černigovska župa „Izvori“
  - mikolajivska župa „Poklonici Sunca“
  - ternopoljska župa „Svarga“
  - župa „Severjani“
  - borispolska župa „Poljani“
  - lubnička župa „Orijani“
  - berdjanska župa „Svarog“
  - mirgorodska župa „Perun“
  - ivano-frankivska župa „Ujedinjeni u Svargi“
  - odesanska župa „Mokoš“
  - harkovske župe „Božiči“, „Svjatoslavoviči“ i „Slobodni krug“
  - nikopoljska opština „Pravoslavlje“
  - vinička župa „Vijenac božji“
  - zaporoška župa „Rusalka“
  - tivrovska župa „Zora Svaroga“
  - smelanska župa „Rusiči“
  - slavenska rodnovjerna udruženja u Bijeloj crkvi (Terezin), Donjecku, Alčevsku i Slavjansku
- „Rodovo ognjište Rodne pravoslavne vjere“ — vode Vrhovni volh Vladimir Kurovski i njegova žena Lada; udruga registrirana 15. srpnja 2003. godine i ima 32 župe;
- „Sabor rodne ukrajinske vjere“ — vodi Orij (Oleg) Bezverhij; udruga registrirana 29. listopada 2000. godine i ima 12 župa;
- „Ruski pravoslavni krug“ — vrhovni volh Svjatovit Pašnik; udruga registrirana 6. listopada 2007. godine i ima 8 župa i 7 grupa.

2) neopoganske organizacije zasnovane na rodnovjerju i slavenskoj mitologiji:
- najveća organizacija je „Rodna ukrajinska nacionalna vjera“ (registrirana u SAD 3. prosinca 1966. godine, a u Ukrajini 28. svibnja 1992. godine), skraćeno „RUNvira“,[81] koja u Ukrajini ima 49 župa, ali jedan dio njih ne radi. RUNvira je dominantna među rodnovjernim Ukrajincima u dijaspori u SAD i Kanadi.
- Ladovera  - osnivači su O. Šokalo i J. Šilov; vrhovni bog im je Orije - svejedini duh svjetlosti, ne postoje aktivne župe.
- Jagnovera - zasniva se na knjizi „Bereža“, V. Rubana iz 1999. godine. Organizacija je neaktivna.

#### Poljska
Za prethodnika modernih rodnovjernih organizacija se smatra Adam Czarnocki, koji u svom djelu iz 1818. godine „O predkršćanskom slavjanstvu“ (djelo je objavio pod pseudonimom Zorian Dołęga-Chodakowski) predlaže nacionalni preporod kroz povratak narodnoj kulturi predkršćanskog razdoblja. 
Tijekom 19. stoljeća, s pojavom poljskog romantizma, kroz istraživanje i popularizaciju narodne predaje, dolazi do književnih i filozofskih pokušaja povratka narodnoj kulturi. Karakterističan primjer su romantične tragedije Juliusza Słowackog, Ryszarda Wincenty Berwińskog i rana djela Adama Mickiewicza, u kojima narodna vjerovanja, običaji i obredi postaju glavna književna tema. I drugi poljski književnici se okreću staroj vjeri. Rastuće zanimanje za slavensku vjeru u poljskoj javnosti izazvala su i otkrića Zbručkog idola, kamenog kumira, koji je nađen 1848. godine u rijeci Zbruč u Galiciji i kaleža ukrašenog svastikama iz doba pševorske kulture, nađenog 1936. godine u blizini Lođa. Kaležu se gubi trag nakon nacističke okupacije nad Poljskom. Tijekom Drugog svjetskog rata, nacisti su izdavali keramičke medaljone sa slikom ovog kaleža (№22 u seriji „Vječni Njemački Istok“ (Ewiger Deutscher Osten), koja je izdavana u zimu 1942./43. godine). Jozef Kraševski 1876. godine izdaje svoje najpopularnije djelo, pseudopovijesni roman „Stara basn“ (Stara bajka). Po ovom djelu je 2003. godine, poljski reditelj Jerzy Hoffman snimio film „Stara basn- Kiedy slonce bylo bogiem“ (Stara bajka - Kada je sunce bilo bog).}  
U razdoblju između dva svjetska rata u Poljskoj djeluje više rodnovjernih udruga. Najveći utjecaj među rodnovjernima je imao Jan Stachniuk osnivač udruge „Zadruga“ i istoimenog časopisa, koji izlazi od 1937. godine. Nastavljač njegovog rada i vođa „Zadruge“ od 1956. godine je Antoni Wacyk (koji je ujedno i autor gesla „Zadruge“ - „Odkatoliczyć, unarodowić, dowartościować Polaka!“ „Odkatoličiti, ponaroditi, poštovati Poljaka!“). Osim „Zadruge“, djeluju i druge rodnovjerne udruge kao što su „Leški krug štovatelja Svetovida“ (Lechickie Koło Czcicieli Światowida), osnovano 1921. godine i grupe okupljene oko časopisa „Demiurg“, koji izlazi od 1934. godine i tjednika „Światowid“. Tjednik je nastavio izlaziti i nakon Drugog svjetskog rata pod različitim imenima, ali je prenamijenjen u časopis koji se bavi turizmom i putovanjima. Kao posljedica djelovanja ovih udruga u Poljskoj pred Drugi svjetski rat dolazi do povećanog zanimanja za nacionalnu kulturu, tradiciju i staru vjeru. Tako za vrijeme Međunarodnog summita izviđača u Birkenheadu, u Velikoj Britaniji 1929. godine, poljski izviđači umjesto stijega postavljaju kumir boga Svetovida. Kumir boga Svetovida je postavljen i prilikom proslave dana mora u Krakovu 1934. godine. Tradicija proslave mora potiče s kraja 18. stoljeća. Kao državni praznik se slavi od 1932. godine. Na proslavama sudjeluju ribarske i druge barke i Ratna mornarica Poljske. Poljski slikari Marian Wawrzeniecki, Zofia Stryjeńska i drugi, stvaraju djela na temu slavenske vjere. Poznati kipar Stanisław Szukalski 1929. godine osniva umjetničku grupu „Pleme Rogato srce“ (Szczep Rogate Serce) čiji su članovi neki od najpoznatijih poljskih slikara i kipara.
Drugi svjetski rat privremeno prekida rad rodnovjernih udruga u Poljskoj, a njihovi pripadnici se uključuju u borbu za oslobođenje Poljske od nacističke okupacije, uglavnom preko narodnooslobodilačke organizacije „Narodni seljački ustanak“ (Stronnictwo Zrywu Narodowego). Jan Stahnjuk je tijekom rata bio član „Narodnog seljačkog ustanka“ i bio je borac Poljske domovinske armije (Armia Krajowa) tijekom Varšavskog ustanka. Tri puta je ranjavan i za izvršene zapovijedi odlikovan je Križem za hrabrost (Krzyż Walecznych).
Nakon Drugog svjetskog rata komunističke vlasti onemogućuju rad rodnovjernih udruga, tako da je udruga „Sveti krug obožavatelja Svetovida“ zabranjena 1947. godine. Njeni članovi neuspešno pokušavaju ponovo registrirati udrugu 1960. i 1970. godine. Jan Stahnjuk je uhićen 1949. godine i osuđen na dugogodišnji zatvor. Tiskanje časopisa „Zadruga“ nije bilo dozvoljeno nakon kraja rata.
U postkomunističkom razdoblju nastaju rodnovjerne udruge koja nastavljaju tradiciju „Zadruge“ i „Svetog kruga obožavatelja Svetovida“. Andrzej Wylotek osniva u Varšavi 1991. godine časopis „Element“ (Żywioł), koji povremeno izlazi do 1997. godine. Prva registracija rodnovjerja (kao službeno priznate vjere u Poljskoj) u postkomunističkom razdoblju je izvršena 24. ožujka 1995. godine, kada je registrirana neopoganska vjerska zajednica Rodna crkva Poljske (Rodzimy Kościół Polski). Rodna crkva Poljske, kao i Poljska slavenska crkva (Polski Kościół Słowiański)registrirana kao vjerska zajednica u Ciechocineku 1. lipnja 1995. godine, nastavljaju tradiciju „Svetog kruga obožavatelja Svetovida“.
Slavensko rodnovjerje je kao jedna od ravnopravnih, državnih vjeroispovijesti, priznata od 4. ožujka 1996. godine, preko vjerske zajednice rodnovjernih „Rodzima Wiara“, koja nastavlja tradiciju „Zadruge“. Također je aktivna i zapadno-slavenska vjerska udruga „Słowiańska Wiara“  koja je nastala 2006. godine udruživanjem više rodnovjernih organizacija. Udruga „Słowiańska Wiara“(Slavenska vjera) službeno je priznata kao ravnopravna vjerska zajednica 9. listopada 2009. godine. Od 1995. godine djeluje i zadruga rodne vjere „Aristos“. Djela Jana Stahnjuka su inspirirala i nastanak časopisa „Triglav“, koji povremeno izlazi od 1997. godine. Oko časopisa „Triglav“ nastaje Udruga za tradiciju i kulturu „Niklot“, po knezu Niklotu (1090. – 1160.), zadnjem neovisnom i rodnovjernom vladaru Bodrića i rodonačelniku kuće Meklenburga, koji je poginuo u križarskim ratovima koji su vođeni protiv Slavena, a registrirana je u Varšavi 11. rujna 1998. godine. Od 2009. godine registrirana je i udruga „KolomirKołomir“, a udruga „Żertwa” je osnovano 2010. godine i registriraao 9. rujna 2011. godine u Bidgošču. Slavenske rodnovjerne u Wrocławu ukuplja udruga šleskih rodnovjernih „Watra“, a u Varšavi djeluje i grupa „WiD“.
Preživjeli članovi „Zadruge“ su u Wrocławu osnovali izdavačku kuću „Wydawnictwa Toporzeł“ koja izdaje knjige o rodnovjerju i drugim mnogobožačkim religijama i čiji je glavni i odgovorni urednik Zdzisław Słowiński član Rodnovjernog slavenskog vijeća. Jedan od članova te grupe je i Antoni Wacik.
Svake godine u gradu Volinu se održava festival Slavena i Vikinga(Festiwal Słowian i Wikingów), na kojem se može vidjeti rekonstrukcija života i običaja Slavena i Vikinga iz razdoblja prije kršćanstva.

#### Češka
Nakon Prvog sveslavenskog kongresa u Pragu, 1848. godine, među Česima jača težnja za nacionalnim preporodom, po ugledu na druge slavenske narode, te se pojavljuje interes za slavensku kulturu i vjeru. Izlazi više djela koja se bave, kako narodnom predajom i slavenskom vjerom, tako i sakralnim arheološkim nalazima.
Početkom 20. stoljeća nastaju svjetski poznata djela nadahnuta slavenskom vjerom od kojih su najpoznatija „Slavenska epopeja“ Alfonsa Muhe (rađena od 1910. do 1928. godine) i kumir boga Radgosta, rad češkog kipara Albína Polášeka, koji je postavljen na vrhu planine Radgost 1931. godine (Na mjesto originalnog rada, koji je 1998. godine premješten u gradsku vijećnicu Frenštata pod Radgostom, postavljena je replika). Replike kumira boga Radgosta se nalaze širom Češke, npr. u zoološkom vrtu u Pragu.}
S usponom fašizma i nacizma u zapadnoeuropskim državama, djela Alfonsa Muhe i drugih slavenskih umjetnika nadahnutih slavenskom kulturom, kao i radovi koji se bave slavenskom vjerom i tradicijom proglašavaju se nepoželjnim. Ubrzo dolazi do sklapanja Münchenskog sporazuma, okupacije i komadanja Čehoslovačke od strane nacističke Njemačke. Alfons Muha je jedna od prvih osoba koje je uhitio Gestapo po ulasku njemačkih trupa u Prag u proljeće 1939. godine. Od posljedica ispitivanja od strane Gestapo-a, Alfons Muha ubrzo umire.}
U Češkoj Republici su aktivna udruženje rodnovjernih zajednica „Společenství Rodná víra“ i udruga „Velesův lid“ (Velesov narod).

#### Slovačka
U Slovačkoj Republici je registrirano više rodnovjernih župa i udruženja:
- istočnoslavenska rodnovjerna župa „Svätoháj Rodnej Viery“ (Sveti gaj rodne vjere)
- njitranska rodnovjerna župa „Dažbogovi vnuci“ (osnovana 21. prosinca 2006. godine u Njitri
- udruga „Slovanská jednota“, koja okuplja Čehe i Slovake
- udruga „Rodolesie“ iz Velikog Krtiša
- udruga „Bratstvo Perunove sjekire“ (osnovano 2000. godine)
- slavenska rodnovjerna župa „Paromova Dúbrava“ (Perunova Dubrava)
- udruga „Karpatský Pecúch“ (Karpatski domaćini)
- udruga „Rarach“ (Rarah je u slavenskoj mitologiji mitološko biće koje pravi nevolje ljudima, ali može biti i dobri uslužni duh. Poznat je pod različitim nazivima: cikavac (Hercegovina), škrljatelc (Slovenija), šetek (Češka), macić (Dalmacija), mamniče (Bugarska) itd.).[120] }
- Najveća udruga je „Perunov Kruh“ (Perunov Krug) (osnovana u prosincu 1997. godine), a ima podružnice u svim većim gradovima Slovačke
- Jedan od važnijih autora za slovačko rodnovjerstvo, a koji je prepoznat i od slovačke etnološke akademije, jest Miroslav Švický, znan i kao ŽiariSlav, a koji je objavio knjigu Návrat Slovenov. Oko sebe je okupio grupu ljudi zvanu Rodný kruh i slijedi neuobičajeni pristup neopoganizmu pod slovačkim imenom vedomectvo (od vedomec - znalac). Njihov je fokus na razumijevanju i proučavanju preživjelih duhovno-magijskih ostataka u Slovačkoj danas, radije nego reprodukciji rituala opisanih u povijesnoj i etnološkoj literaturi koja je često fragmentarna ili su je pisali stranci. Njihov je cilj obnova sklada s prirodom čuvanjem starih obreda, umijeća, obrta, glazbe kao i kreiranje novih u istome duhu, pod nazivom novodrevo, novodrevná hudba. Švický je ujedno i pjevač glazbenog sastava Bytosti, koja svira glazbu te vrste.[1]

#### Bugarska
U Bugarskoj djeluju rodnovjerne udruge „Dulo“, „Rodna vjera“, „Slavenska krv“ u Gabrovu i „Slaveni“ u Šumenu. Pri Rodnovjernom slavenskom vijeću udruga „Slaveni“ predstavlja inž.Stefan Serafimov.

#### Slovenija
Dvovjerje je u Sloveniji postojalo sve do kraja 19. i početka 20. stoljeća, o čemu svjedoči i usmena tradicija, a dio obreda se je nastavio prakticirati među Slovencima do danas. U području oko Bohinjskog jezera zabilježeno je da su obredi slavenske vjere vršeni i u prvoj polovini dvadesetog stoljeća. U planinskim krajevima zapadne Slovenije se slavenska vjera, u značajno smanjenom obliku i u tajnosti, nastavila kontinuirano prakticirati i u 20. stoljeću.
U drugoj polovici 19. stoljeća izlazi časopis „Ljubljanski zvon“ u kojem se objavljuju djela s motivima slavenskog nasljeđa slovenskih pisaca kao što su Josip Jurčič i dr.
Na samom početku 20. stoljeća, u nekoliko uzastopnih brojeva godišnjaka „Dom in svet“ (Dom i svijet), više autora objavljuje radove koje obrađuju temu slavenske vjere. Izdaju se naslovi koji se sa stručne i s umjetničke strane bave slavenskom vjerom. Franc Saleški Finžgar izdaje 1907. godine svoj najpoznatiji povijesni roman „Pod svobodnim soncem. Povest davnih dedov“ (Pod slobodnim Suncem - povest davnih predaka). I drugi slovenski pisci, kao što su Mimi Malenšek, Oskar Hudales, Matija Prelesnik, Janko Moder, Franc Bevk, Ivan Sivec i drugi, koriste motive slavenske vjere u svojim djelima.
Nakon Drugog svjetskog rata zanimanje za slavensku vjeru je ograničeno na krugove slovenskih umjetnika. U tom razdoblju utjecaj slavenske vjere se ogleda u djelima Janka Modera (povijesni roman „Sveta zemlja - kronika slovenskog roda“), Oskara Hudalesa (povijesni romani „Između dva svijeta“ i „Požar krvi“).
Krajem osamdesetih godina 20. stoljeća zahvaljujući utjecaju radova slovenskih znanstvenika koji su istraživali podrijetlo Slovenaca, u Sloveniji dolazi povećanog zanimanja za slavensku vjeru i kulturu općenito. Popularizaciji slavenske vjere doprinose novija arheološka otkrića, znanstveno-dokumentarni i igrano-dokumentarni filmovi.
U Republici Sloveniji od 2005. godine djeluje rodnovjerna udruga „Staroverci“, koje je ustanovilo tri starovjerne župe:
- Župa „Svetovid“, na području Kranjske,
- Župa „Nikrmana“, na području Primorske,
- Župa „Perun“, na području Štajerske.

Na području Republike Slovenije trenutno su uspostavljena četiri rodnovjerna hrama: 
- Danin u Strugi
- Svetovidov pod Limbarskom gorom u općini Moravče
- Perunov u Šentjuru kod Celja
- Svarožićev u okolini Kopra

Kipar Slavko Batista je u Rižanskoj dolini podigao čitav niz kamenih kumira slavenskih božanstava.
U aktivnosti udruge „Staroverci“ spadaju i organizirane proslave praznika, izdavačka djelatnost, stalna muzejska postavka slavenske mitologije u Strugi na Dolenjskem, brojni kulturno-umjetnički događaji motivirani slavenskom vjerom.
Kao udruga, Staroverci zainteresirani su za istraživanje, proučavanje i primarno oživljavanje stare slavenske vjere i duhovnosti. Jedna od glavnih zadaća jest dokazivanje da je pogrešan stav modernog društva koji smatra da je mitologija, za koju se kaže da je krv naroda, stvar prošlosti. Kroz tradiciju (mitove, legende i folklor), povijest i lingvistiku Staroverci traže novo svjetlo koje će osvijetliti narodna vjerovanja na razumljiv način prihvatljiv modernom čovjeku. Osnivač prve rodnovjerne, "staroverske" župe u Sloveniji, Staroverske župe Svetovid i aktualni vođa rodnovjernih strujanja u Sloveniji je povjesničar Matjaž Anžur koji je smjestio sjedište svoje župe u staroj kuriji u slovenskom starom gradu Strugi. U Strugi je održana i 6. međunarodna konferencija i zasjedanje Vijeća rodne vjere 8. i 9. kolovoza 2009., a na kojoj je bilo prisutno 11 predstavnika šest slavenskih naroda.

#### Hrvatska
Početkom 19. stoljeća dolazi do povećanog interesa za sakupljanje i očuvanje narodne predaje. Godine 1877. Matica hrvatska uputila je „Poziv za sabiranje hrvatskih narodnih pjesama“, a već 1896. godine raspolaže s više desetina tisuća narodnih pjesama i drugih stavki narodne književnosti. Kroz narodnu predaju, obredi i običaji predkršćanske slavenske vjere su opstali u hrvatskom narodu do današnjih dana.
Jedna od najznačajnih osoba u Hrvatskoj u drugoj polovici 19. i početkom 20. stoljeća bio je Natko Nodilo, koji svojim radovima i sudjelovanjem u političkom životu (Natko Nodilo je bio jedan od osnivača narodnog pokreta u Splitu i jedna od vođa Narodne stranke u Hrvatskoj. Zalagao se za ujedinjenje južnih Slavena) promiče slavensku vjeru u hrvatskom narodu. Pod utjecajem njegovih radova, narodne predaje hrvatskog naroda i arheoloških nalaza, stvaraju hrvatski umjetnici kao što su Ivana Brlić-Mažuranić, Vladimir Nazor, Jakov Gotovac.
U razdoblju nakon Drugog svjetskog rata zanimanje za slavensku vjeru je minimalno, najznačajnija su izdanja Franje Ledića.
Nakon raspada SFRJ u hrvatskoj stručnoj javnosti dolazi do povećanog zanimanja za predkršćanski period što dovodi do značajnih arheoloških otkrića, znanstvenih radova i zanimanja hrvatskih umjetnika za slavensku vjeru, na primjer Lidije Bajuk (zbirke priča „Kneja“ i „Kneja - vilinska šuma“) i Mojmira Novakovića.
U Republici Hrvatskoj je 2003. osnovana neformalna zajednica Rodnovjerna Župa Perunica, a nakon što su njezini brojni članovi i prijatelji, inače aktivni na brojnim kulturno-umjetničkim područjima u 2011. godini pokrenuli i neprofitnu udrugu  „Perunova svetinja“(registrirana 24. travnja 2011. godine u Lovranu pri Primorsko-goranskoj županiji) rodnovjerje u Hrvata doživljava značajne transformacije.
Na Vijeću starješina, održanom uoči jesenjeg krijesa, Plodova, 21. rujna 2012. župi Perunica je dodan narodni predznak imenu te je tako nastala Hrvatska rodnovjerna župa Perunica. Također, Vijeće starješina dijeli Perunicu na dvije župe, te tako nastaju Hrvatska rodnovjerna župa Perunica, Zagreb i Hrvatska rodnovjerna župa Perun, Učka. Na taj način izvršena je podjela hrvatske rodnovjerne zajednice na sjevernu i južnu skupinu radi lakše koordinacije. Hrvatskoj rodnovjernoj župi Perunica sjedište je u Zagrebu, a sveti gaj na Žumberku. Hrvatskoj rodnovjernoj župi Perun sjedište je u Lovranu, a sveti gaj na Učki.
Na istome Vijeću, po transformaciji župa, potpisan je između predstavnika obiju župa "Žumberački sporazum" te je njime stvoren Savez hrvatskih rodnovjeraca, čime su udareni temelji organiziranijoj koordinaciji svih hrvatskih rodnovjeraca i njihovih župa, ali i temelji jednostavnije komunikacije s prijateljskim skupinama izvan Hrvatske, kao što je Vijeće rodne vjere, koje je u ljeto 2012. godine poslalo posebne pozdrave hrvatskim rodnovjercima, te ih ujedno i pozvalo da sudjeluju u budućem radu Vijeća već od 2013. godine u Ukrajini.
Jedan od najvažnijih umjetničkih medija hrvatskog rodnovjerja je i glazbeni sastav Svarica koji broj devet članova. Svarica je pokrenuta kao mali dvočlani glazbeni projekt pod utjecajem slavenske i europske folklorne glazbe 2008. godine. Prva demosnimka od 5 pjesama pod nazivom "Livade Svetovida” snimljena je iste godine. Dvije godine kasnije, 2010., Svarica raste na šest članova i prvi put svira kao predgrupa ruskom glazbenom sastavu Arkona. Sljedeće, 2011. godine izlazi puni album s 11 autorskih pjesama, pod imenom "U ime sunca". U međuvremenu, broj članova raste na devet i Svarica svira sve više javnih koncerata diljem Hrvatske. Također u živoj izvedbi sviraju i na svim hrvatskim rodnovjernim slavljima. Zadnji snimani album, "U krilu Moraninom", koji je objavljen 10. ožujka 2013. godine otvorio je sastavu vrata izvan granica države.
30. lipnja 2013. godine udruga Perunova Svetinja dovršava prvi veći uspješni projekt, u suradnji s javnom ustanovom Parkom Prirode "Učka", te na vrhu brda Perun postavljaju prvi kip boga Peruna nakon više od tisuću godina.

#### Srbija
Vjerovanja, obredi i običaji slavenske vjere opstali su među srpskim narodom i nakon prihvaćanja kršćanstva.(„Jesi li činila s babama (vračarama) bogomrski blud, jesi li se molila vilama ili Rodu i Rožanicama, a Perunu i Horsu i Mokoši u čast pila i jela: (treba) da držiš post u poklonjenju tri godine!“, Nomokanon svetoga Save, prijevod na srpski prof. Sreten Petrović u „Kršćanstvo i drevna slavenska religija“, navedeno u „Slavenske mitološke starine“.)
Istovremeno s borbom za neovisnost i pojavom romantizma u 19. stoljeću, u Srbiji dolazi do povećanog interesa za narodnu kulturu i običaje. Izuzetan rad na prikupljanju narodne predaje Vuka Stefanovića Karadžića, ali i drugih entuzijasta kao što su Miloš S. Milojević i Jaša Prodanović, omogućio je da značajan dio kulture Srba bude očuvan, usprkos turbulentnim događajima tijekom 19. i 20. stoljeća. Na osnovu sakupljene narodne predaje i uspoređivanja istog s predajom drugih slavenskih i ne samo slavenskih naroda, nastaju i prve rekonstrukcije slavenske vjere različite kvalitete.
Tijekom 19. i početkom 20. stoljeća, pojedini političari kao što je Jaša Tomić nalaze ideološku inspiraciju u slavenskoj vjeri. U drugoj polovici 20. stoljeća pojedine javne ličnosti u svojim tekstovima spominju slavensku vjeru, kao na primer Dragoš Kalajić, Istovremeno srpski pisci, pjesnici i slikari u svojim djelima koriste motive slavenskog rodnovjerja. Među njima su i Desanka Maksimović (zbirka pjesama „Ljetopis Perunovih potomaka“), Vasko Popa (zbirka pjesama „Vuća so“), Ljubivoje Jovanović i drugi.
Početkom 21. stoljeća objavljeno je više djela koja se bave slavenskom vjerom, a nekoliko izdavačkih kuća redovno izdaje naslove vezane za tematiku slavenskog rodnovjerja.
Na inicijativu književnika Dragana Jovanovića, jednog od pobornika povratka slavenskoj vjeri u Srbiji, prvi put od doba Nemanjića, u selu Mokra kod Bele Palanke, na mjestu Ravnište, za koje se veže bezbroj lokalnih legendi, 25. srpnja 2011. godine, podignut je kumir boga Svetovida. U pojedinim ruralnim krajevima Srbije dolazi do rekonstrukcije i ponovnog prakticiranja pojedinih obreda slavenske vjere.
U Srbiji trenutno postoji jedna registrirana udruga rodnovjernih pod imenom "Staroslavci" koja okuplja četrdesetak članova, djeluju u Beogradu, a tvrde da su im ciljevi izučavanje i popularizacija slavenske mitologije te rekonstrukcija i oživljavanje starih narodnih običaja.

#### Bosna i Hercegovina
Rodnovjerne u Bosni i Hercegovini od kraja 2011. godine okuplja udruga „Svaroži krug“ kao dio panslavenskog pokreta Praskozorje, a djeluje u Sarajevu i Mostaru.
Za sebe kažu da im cilj nije samo širenje duhovnosti, već i znanstveni pristup, istraživanje, proučavanje, očuvanje i oživljavanje slavenske tradicije u Bosni i Hercegovini. Okupljaju desetak zainteresiranih, većinom mlađe populacije.

#### Litva
Na području Litve djeluje klajpedska slavenska općina „Savez Ljutića“, članica „Saveza slavenskih župa slavenske rodne vjere“.

#### SAD
Na području SAD-a među ukrajinskim iseljeništvom djeluje RUNvira, koju je osnovao Lav Silenko 1964. godine. Prva vjerska zajednica RUNvire je registrirana 3. prosinca 1966. godine u Chicagu, a potom 15. listopada 1971. godine u Atlantic City-u. Ubrzo slijede registracije u drugim gradovima SAD. Trenutno sjedište RUNvire je u gradu Spring Glen u državi New York.
U SAD djeluje i slavenska rodnovjerna župa „Slovenstvo“.